# Pomeroy (Ohio)
Pour les articles homonymes, voir Pomeroy.
Pomeroy est le siège du comté de Meigs, situé dans l'État de l'Ohio, aux États-Unis.
La population était de 1 852 habitants en 2010.